# Saison 2019-2020 du FC Nantes
Maillots
Dernière mise à jour : 27 mai 2020.
Chronologie
Saison précédente Saison suivante
La saison 2019-2020 du FC Nantes est la 77e saison de l'histoire du club nantais. Le club est engagé dans trois compétitions : la Ligue 1 (52e participation), la Coupe de France (77e participation) et la Coupe de la Ligue (26e participation).
En raison de la pandémie de Covid-19 et du confinement décidé le 16 mars par le Président de la République, Emmanuel Macron, le championnat est interrompu provisoirement au terme de la 28ème journée.
À la suite de la déclaration du Premier ministre, Édouard Philippe, le 28 avril, il est annoncé que la saison 2019-2020 de Ligue 1 ne reprendra pas et est ainsi définitivement terminée.
Le 30 avril, la LFP prend acte de cette décision et entérine le classement final avec un indice de performance prenant en compte le nombre de points marqués sur tous les matchs joués. Le FC Nantes termine 13ème du championnat.

## Pré-saison
- 22 mai : New Balance dévoile, à la fois, le nouveau maillot domicile et le nouveau logo du club.
- 6 juin : New Balance dévoile le nouveau maillot extérieur.
- 14 juin : calendrier de la Ligue 1 dévoilé par la LFP.
- 26 juin : reprise de l'entraînement à la Jonelière.
- 1er au 12 juillet : stage de préparation à Divonne-les-Bains.
- 29 juillet au 2 août : 2ème stage de préparation au Pouliguen.
- 11 août : 1er match de Ligue 1.

## Effectif et encadrement

### Transferts
| Nom                 | Nationalité                      | Poste      | Transfert                       | Provenance/Destination | Division                | Référence |
| ------------------- | -------------------------------- | ---------- | ------------------------------- | ---------------------- | ----------------------- | --------- |
| Arrivées            |                                  |            |                                 |                        |                         |           |
| Christian Gourcuff  | France                           | Entraîneur | Libre                           | -                      | -                       | Référence |
| Alban Lafont        | France                           | Gardien    | Prêt (2 ans) avec OA            | ACF Fiorentina         | Serie A                 | Référence |
| Denis Petrić        | Slovénie                         | Gardien    | Libre                           | EA Guingamp            | Ligue 2                 | Référence |
| Dennis Appiah       | France                           | Défenseur  | Transfert (750 k€)              | RSC Anderlecht         | Jupiler League          | Référence |
| Molla Wagué         | Mali                             | Défenseur  | Transfert (1,5 M€)              | Udinese Calcio         | Serie A                 | Référence |
| Mehdi Abeid         | Algérie                          | Milieu     | Libre                           | Dijon FCO              | Ligue 1                 | Référence |
| Alexis Alégué       | Cameroun                         | Milieu     | Retour de prêt                  | Tours FC               | National                | -         |
| Cristian Benavente  | Pérou                            | Milieu     | Prêt avec OA                    | Pyramids FC            | Egyptian Premier League | Référence |
| Ludovic Blas        | France                           | Milieu     | Prêt avec OA                    | EA Guingamp            | Ligue 2                 | Référence |
| Yassine El Ghanassy | Belgique                         | Milieu     | Retour de prêt                  | Al-Raed                | Saudi Premier League    | -         |
| Moses Simon         | Nigeria                          | Milieu     | Prêt avec OA                    | Levante UD             | LaLiga                  | Référence |
| Marcus Coco         | France                           | Attaquant  | Transfert (3 M€)                | EA Guingamp            | Ligue 2                 | Référence |
| Bridge Ndilu        | France                           | Attaquant  | Libre                           | Stade Lavallois        | National                | Référence |
| Départs             |                                  |            |                                 |                        |                         |           |
| Vahid Halilhodžić   | Bosnie-Herzégovine               | Entraîneur | Démission                       | Selection du Maroc     | -                       | Référence |
| Quentin Braat       | France                           | Gardien    | Prêt                            | Chamois niortais FC    | Ligue 2                 | Référence |
| Maxime Dupé         | France                           | Gardien    | Prêt                            | Clermont Foot 63       | Ligue 2                 | Référence |
| Ciprian Tătărușanu  | Roumanie                         | Gardien    | Fin de contrat                  | Olympique lyonnais     | Ligue 1                 | Référence |
| Diego Carlos        | Brésil                           | Défenseur  | Transfert (15 M€)               | Séville FC             | LaLiga                  | Référence |
| Koffi Djidji        | Côte d'Ivoire                    | Défenseur  | Levée d'option d'achat (4,5 M€) | Torino FC              | Serie A                 | Référence |
| Edgar Ié            | Portugal                         | Défenseur  | Fin de prêt                     | Feyenoord              | Eredivisie              | Référence |
| Enock Kwateng       | France                           | Défenseur  | Fin de contrat                  | Girondins de Bordeaux  | Ligue 1                 | Référence |
| Lucas Lima          | Brésil                           | Défenseur  | Transfert (6 M€)                | Al-Alhi SC             | Saudi Premier League    | Référence |
| Abou Ba             | France                           | Milieu     | Prêt                            | Áris FC                | Superleague             | Référence |
| Gabriel Boschilia   | Brésil                           | Milieu     | Fin de prêt                     | AS Monaco              | Ligue 1                 | -         |
| Lucas Evangelista   | Brésil                           | Milieu     | Prêt avec OA                    | Vitória Guimarães      | Primeira Liga           | Référence |
| Valentin Eysseric   | France                           | Milieu     | Fin de prêt                     | ACF Fiorentina         | Serie A                 | -         |
| Anthony Limbombe    | Belgique                         | Milieu     | Prêt avec OA                    | Standard de Liège      | Jupiler League          | Référence |
| Randal Kolo Muani   | République démocratique du Congo | Attaquant  | Prêt                            | US Boulogne            | National                | Référence |
| Antonio Mance       | Croatie                          | Attaquant  | Fin de prêt                     | NK Osijek              | Prva HNL                | Référence |
| Santy Ngom          | Sénégal                          | Attaquant  | Transfert (500 k€)              | SM Caen                | Ligue 2                 | Référence |
| Majeed Waris        | Ghana                            | Attaquant  | Fin de prêt                     | FC Porto               | Primeira Liga           | -         |

| Nom              | Nationalité | Poste  | Transfert     | Provenance/Destination | Division | Référence |
| ---------------- | ----------- | ------ | ------------- | ---------------------- | -------- | --------- |
| Arrivées         |             |        |               |                        |          |           |
| Départs          |             |        |               |                        |          |           |
| Valentin Rongier | France      | Milieu | Joker (13 M€) | Olympique de Marseille | Ligue 1  | Référence |

| Nom              | Nationalité | Poste     | Transfert      | Provenance/Destination | Division       | Référence |
| ---------------- | ----------- | --------- | -------------- | ---------------------- | -------------- | --------- |
| Arrivées         |             |           |                |                        |                |           |
| Renaud Emond     | Belgique    | Attaquant | Transfert      | Standard de Liège      | Jupiler League | Référence |
| Anthony Limbombe | Belgique    | Attaquant | Retour de prêt | Standard de Liège      | Jupiler League | Référence |
| Départs          |             |           |                |                        |                |           |
| Joris Kayembe    | Belgique    | Attaquant | Transfert      | Royal Charleroi SC     | Jupiler League | Référence |

## Matchs de la saison

### Matchs officiels de la saison
Le club est engagé dans trois compétitions : la Ligue 1 (52e participation), la Coupe de France (77e participation) et la Coupe de la Ligue (26e participation).
- La Ligue 1 2019-2020 est la quatre-vingt-deuxième édition du championnat de France de football et la dix-huitième sous l'appellation « Ligue 1 ». La division oppose vingt clubs en une série de trente-huit rencontres. Les meilleurs de ce championnat se qualifient pour les coupes d'Europe que sont la Ligue des champions (le podium) et la Ligue Europa (le quatrième et les vainqueurs des coupes nationales). Le FC Nantes participe à cette compétition pour la cinquante-deuxième fois de son histoire.
- La Coupe de France 2019-2020 est la 103e édition de la coupe de France, une compétition à élimination directe mettant aux prises tous les clubs de football amateurs et professionnels à travers la France métropolitaine et les DOM-TOM. Elle est organisée par la FFF et ses ligues régionales.
- La Coupe de la Ligue 2019-2020 est la 26e édition de la Coupe de la Ligue, compétition à élimination directe organisée par la Ligue de football professionnel (LFP) depuis 1994, qui rassemble uniquement les clubs professionnels de Ligue 1, Ligue 2 et National.

#### Classement
| Rang | Équipe                | Pts | J  | G  | N  | P  | Bp | Bc | Diff |
| ---- | --------------------- | --- | -- | -- | -- | -- | -- | -- | ---- |
| 10   | RC Strasbourg Alsace  | 38  | 27 | 11 | 5  | 11 | 32 | 32 | 0    |
| 11   | Angers SCO            | 39  | 28 | 11 | 6  | 11 | 28 | 33 | −5   |
| 12   | Girondins de Bordeaux | 37  | 28 | 9  | 10 | 9  | 40 | 34 | +6   |
| 13   | FC Nantes             | 37  | 28 | 11 | 4  | 13 | 28 | 31 | −3   |
| 14   | Stade brestois 29 P   | 34  | 28 | 8  | 10 | 10 | 34 | 37 | −3   |
| 15   | FC Metz P             | 34  | 28 | 8  | 10 | 10 | 27 | 35 | −8   |
| 16   | Dijon FCO             | 30  | 28 | 7  | 9  | 12 | 27 | 37 | −10  |

## Statistiques

### Statistiques collectives
| Compétition       | Débute au tour | Termine        | Matches joués | Gagnés | Nuls | Perdus | Buts pour | Buts contre | Différence | Cartons jaunes | Cartons rouges |
| ----------------- | -------------- | -------------- | ------------- | ------ | ---- | ------ | --------- | ----------- | ---------- | -------------- | -------------- |
| Ligue 1           | -              | -              | 28            | 11     | 4    | 13     | 28        | 31          | -3         | 51             | 2              |
| Coupe de France   | 1/32 de finale | 1/16 de finale | 2             | 1      | 0    | 1      | 5         | 4           | +1         | 4              | 0              |
| Coupe de la Ligue | 1/16 de finale | 1/8 de finale  | 2             | 1      | 0    | 1      | 8         | 1           | +7         | 1              | 0              |
| Total             | -              | -              | 32            | 13     | 4    | 15     | 41        | 36          | +5         | 56             | 2              |

### Canari du Mois
Le FC Nantes a mis en place en 2017-2018, un système permettant aux supporters de voter pour le meilleur joueur nantais durant chaque mois de l'année. (Entre parenthèses, le nombre de trophées remportés par le joueur.)
| Mois                          | Lauréat             |
| ----------------------------- | ------------------- |
| Août 2019                     | Abdoulaye Touré (5) |
| Septembre 2019                | Andrei Girotto (1)  |
| Octobre 2019                  | Moses Simon (1)     |
| Novembre 2019                 | Ludovic Blas (1)    |
| Décembre 2019                 | Ludovic Blas (2)    |
| Janvier 2020                  | Imran Louza (1)     |
| Février 2020                  | Kader Bamba (1)     |
| Canari de la saison 2019-2020 | Moses Simon         |

### Équipe type
| Lafont Appiah Girotto Pallois Traoré Blas Abeid Touré (c) Simon Louza Coulibaly |
| Équipe type du FC Nantes lors de la saison 2019-2020.                           |
| Lafont Appiah Girotto Pallois Traoré Blas Abeid Touré (c) Simon Louza Coulibaly |

| no | Joueur           | Nat. | Poste             | MJ | Doublure           | MJ |
| -- | ---------------- | ---- | ----------------- | -- | ------------------ | -- |
| 1  | Alban Lafont     |      | Gardien de but    | 27 | Denis Petrić       | 1  |
| 12 | Dennis Appiah    |      | Latéral droit     | 19 | Percy Prado        | 3  |
| 20 | Andrei Girotto   |      | Défenseur central | 25 | Thomas Basila      | 7  |
| 4  | Nicolas Pallois  |      | Défenseur central | 21 | Molla Wagué        | 9  |
| 14 | Charles Traoré   |      | Latéral gauche    | 20 | Fábio              | 10 |
| 17 | Ludovic Blas     |      | Milieu droit      | 24 | Kader Bamba        | 27 |
| 11 | Mehdi Abeid      |      | Milieu défensif   | 25 | Rene Krhin         | 8  |
| 19 | Abdoulaye Touré  |      | Milieu défensif   | 27 | Samuel Moutoussamy | 18 |
| 27 | Moses Simon      |      | Milieu gauche     | 26 | Anthony Limbombe   | 4  |
| 26 | Imran Louza      |      | Milieu offensif   | 24 | Cristian Benavente | 12 |
| 7  | Kalifa Coulibaly |      | Attaquant         | 21 | Renaud Emond       | 6  |

## Business Club FC Nantes
- Club Entreprises du FC Nantes[2]
  - Anvolia
  - Flamino
  - LNA Santé
  - Maisons Pierre
  - Manitou
  - Millet Fenêtres et Façades
  - Nantes Métropole
  - New Balance
  - Parions Sport
  - Proginov
  - Synergie

## Affluence et télévision

### Affluence
L'affluence à domicile du FC Nantes atteint un total :
- de 352 787 spectateurs en 14 rencontres de Ligue 1, soit une moyenne de 25 199/match.
- de 24 511 spectateurs en 1 rencontre de Coupe de France, soit une moyenne de 24 511/match.
- de 25 040 spectateurs en 2 rencontres de Coupe de la Ligue, soit une moyenne de 12 520/match.
- de 402 338 spectateurs en 17 rencontres toutes compétitions confondues, soit une moyenne de 23 667/match.

Affluence du FC Nantes à domicile

### Retransmission télévisée
| Diffuseur               | Rencontres |
| ----------------------- | ---------- |
| beIN Sports             | 20         |
| Canal+                  | 4          |
| Canal+ Sport            | 4          |
| Eurosport 2             | 2          |
| Foot+                   | 1          |
| Foot+ & France.tv Sport | 1          |
| Total                   | 32         |